# Eucadme
Eucadme (Eucadmus Εὒκαδμος) fou un escultor atenenc que fou el mestre d'Andròstenes i va viure segurament a la primera part del segle iv aC. L'esmenta Pausànies (Pausanias 10.19.3.).